# Ракетні катери типу «Гельсінкі»
Ракетні катери типу «Гельсінкі» ( фін. Helsinki-luokan ohjusvene   ) — тип із чотирьох катерів, побудованих для ВМС Фінляндії. Усі кораблі були побудовані на верфі Wärtsilä Helsinki Shipyard, Фінляндія, і мали порт приписки Пансіо.

## Конструкція
Катери були спроектовані як швидкісні ударні катери,  у ВМС Фінляндії класифікуються як «ракетні катери». На їх озброєнні було до восьми ССМ RBS-15, одна 57-мм універсальна гармата «Бофорс», дві  23 мм двоствольна зенітні гармати фінського виробництва і дві стійки глибинних бомб.

## Служба
Наприкінці 1990-х катери мали пройти модернізацію середини житєвого циклу корабля у 2006–2008 років, але цього не сталося через  бюджетні обмеження. Кораблі були виведені з експлуатації у Фінляндії, а Гельсінкі та Турку використовувалися для випробувань, перш ніж їх розписали на металобрухт у 2011 році.
Два катери були продані ВМС Хорватії за символічну ціну в 9 євро мільйонів (65 мільйонів кун)  в рамках офсетної угоди щодо попередньої покупки Хорватією 126 бронетранспортерів  Patria AMV.
Кораблі прибули до Хорватії 2 листопада 2008 року. Вони пройшли основний ремонт і перефарбування, і ввели в експлуатацію в січні 2009 року. Згідно з нинішніми планами, кораблі повинні залишатися активними до 2020-2022 років. 